# 日本IT団体連盟
一般社団法人日本IT団体連盟（にほんアイティだんたいれんめい、略称: IT連盟、英: Information Technology Federation of Japan）は、IT関連の業界団体連合。発足時の参加団体は53団体で加盟企業数は5000社、従業員数は400万人の国内最大のIT関連団体を標榜する。ただし情報サービス産業協会(JISA)や電子情報技術産業協会(JEITA)のように参加を見送ったIT関連団体もある。

## 概要
CEATEC JAPAN2015のパネルディスカッションで荻原紀男(CSAJ会長・豆蔵ホールディングス社長)の呼びかけで長谷川亘(ANIA会長・京都情報大学院大学理事長)、中島洋(JASPA会長・MM総研所長)、酒井雅美(JIET理事長・バリューソフトウエア社長)ら4団体で日本IT団体連盟の発足構想が発表された。翌2016年、代表理事・会長にはヤフーの宮坂学社長がYahoo!基金理事長の肩書きで就き、事務局は赤坂ミッドタウンタワーのヤフー本社内に置く形で発足した。まずは産学官一体でサイバー防衛組織の構築に取り組む。その他主な活動は「53団体を代表する政策提言」「IT人材の育成」「学校教育課程のIT教育の推進」「海外市場への働きかけと海外動向の共有」を掲げている。また、各社が独自に行ってきた開発イベントやプログラミングコンテストを団体間で情報共有および共同実施も予定している。発足時において既存の経済団体新経済連盟とは協調・対立どのように接するかは明らかにされていない。

## 沿革
- 2015年10月9日 - CEATEC JAPAN2015でIT関連団体の連合体の構想を発表
- 2016年7月22日 - 日本IT団体連盟発足
- 2017年4月1日 - iOSコンソーシアムが入会
- 2017年8月3日 - Rubyビジネス推進協議会が入会
- 2018年3月31日 - iOSコンソーシアムが退会

## 主な参加団体
- 一般社団法人iCD協会（iCDA)
- 一般社団法人IT検証産業協会(IVIA)
- 特定非営利活動法人ITコーディネータ協会(ITCA)
- 一般財団法人医療情報システム開発センター(MEDIS-DC)
- 一般財団法人インターネット協会（IAJ）
- 一般社団法人オープンガバメント・コンソーシアム(OGC)
- 一般社団法人コンピュータソフトウェア協会(CSAJ)
- 一般社団法人コンピュータソフトウェア倫理機構(EOCS)
- 一般社団法人コンピュータエンターテインメント協会(CESA)
- 情報信託機能普及協議会（ITFPC）
- 一般社団法人セーファーインターネット協会(SIA)
- 全国ソフトウェア協同組合連合会(JASPA)（地域組合24会員含む）
- 一般社団法人全国地域情報産業団体連合会(ANIA)（地域団体22会員含む）
- 一般社団法人超教育協会(LoT)
- 一般社団法人デジタルメディア協会
- 一般社団法人日本インターネットプロバイダー協会(JAIPA)
- 一般社団法人日本コンピュータシステム販売店協会(JCSSA)
- 一般社団法人日本スマートフォンセキュリティ協会（JSSEC）
- 特定非営利活動法人日本セキュリティ監査協会（JASA）
- 特定非営利活動法人日本情報技術取引所(JIET)
- 特定非営利活動法人日本ネットワークセキュリティ協会(JNSA)
- メイド・イン・ジャパン・ソフトウェア＆サービス・コンソーシアム(MIJS)
- モバイルコンピューティング推進コンソーシアム(MCPC)
- 一般社団法人Rubyビジネス推進協議会

## 役員一覧
| 役職                | 氏名        | 所属                                                                  |
| ------------------- | ----------- | --------------------------------------------------------------------- |
| 代表理事/会長       | 川邊 健太郎 | Zホールディングス株式会社 代表取締役社長                              |
| 代表理事/筆頭副会長 | 長谷川 亘   | 一般社団法人 全国地域情報産業団体連合会 会長                          |
| 理事/副会長         | 酒井 雅美   | 特定非営利活動法人 日本情報技術取引所 副理事長                        |
| 理事/副会長         | 安延 申     | 全国ソフトウェア協同組合連合会 会長                                   |
| 理事/副会長         | 中村 彰二朗 | 一般社団法人 オープンガバメント・コンソーシアム 代表理事              |
| 理事/幹事長         | 荻原 紀男   | 一般社団法人 コンピュータソフトウェア協会 会長                        |
| 専務理事            | 中谷 昇     | 一般社団法人 セーファーインターネット協会 副会長                      |
| 理事                | 別所 直哉   | 京都情報大学院大学 教授                                               |
| 理事                | 藤井 洋一   | 一般社団法人 IT検証産業協会 会長                                      |
| 理事                | 赤松 民康   | 愛媛県情報サービス産業協議会 会長                                     |
| 理事                | 鈴木 昭彦   | 一般社団法人 コンピュータソフトウェア倫理機構 理事長                  |
| 理事                | 立石 聡明   | 一般社団法人 日本インターネットプロバイダー協会 副会長・専務理事      |
| 理事                | 下村 正洋   | 特定非営利活動法人 日本ネットワークセキュリティ協会 事務局長          |
| 理事                | 中村 真規   | 一般社団法人 北海道情報システム産業協会 会長                          |
| 理事                | 内山 雄輝   | メイド・イン・ジャパン・ソフトウェア＆サービス・コンソーシアム 理事長 |
| 理事                | 畑口 昌洋   | モバイルコンピューティング推進コンソーシアム 幹事長・事務局長         |
| 理事                | 小幡 忠信   | 一般社団法人 Rubyビジネス推進協議会 理事長                            |
| 監事                | 播磨 崇     | 特定非営利活動法人 ITコーディネータ協会 顧問                          |
| 監事                | 松澤 香     | 三浦法律事務所 弁護士                                                 |